# Typhlodromus wainsteini
Typhlodromus wainsteini är en spindeldjursart som först beskrevs av Abbasova 1970.  Typhlodromus wainsteini ingår i släktet Typhlodromus och familjen Phytoseiidae. Inga underarter finns listade i Catalogue of Life.